# St. Josef (St. Ingbert)

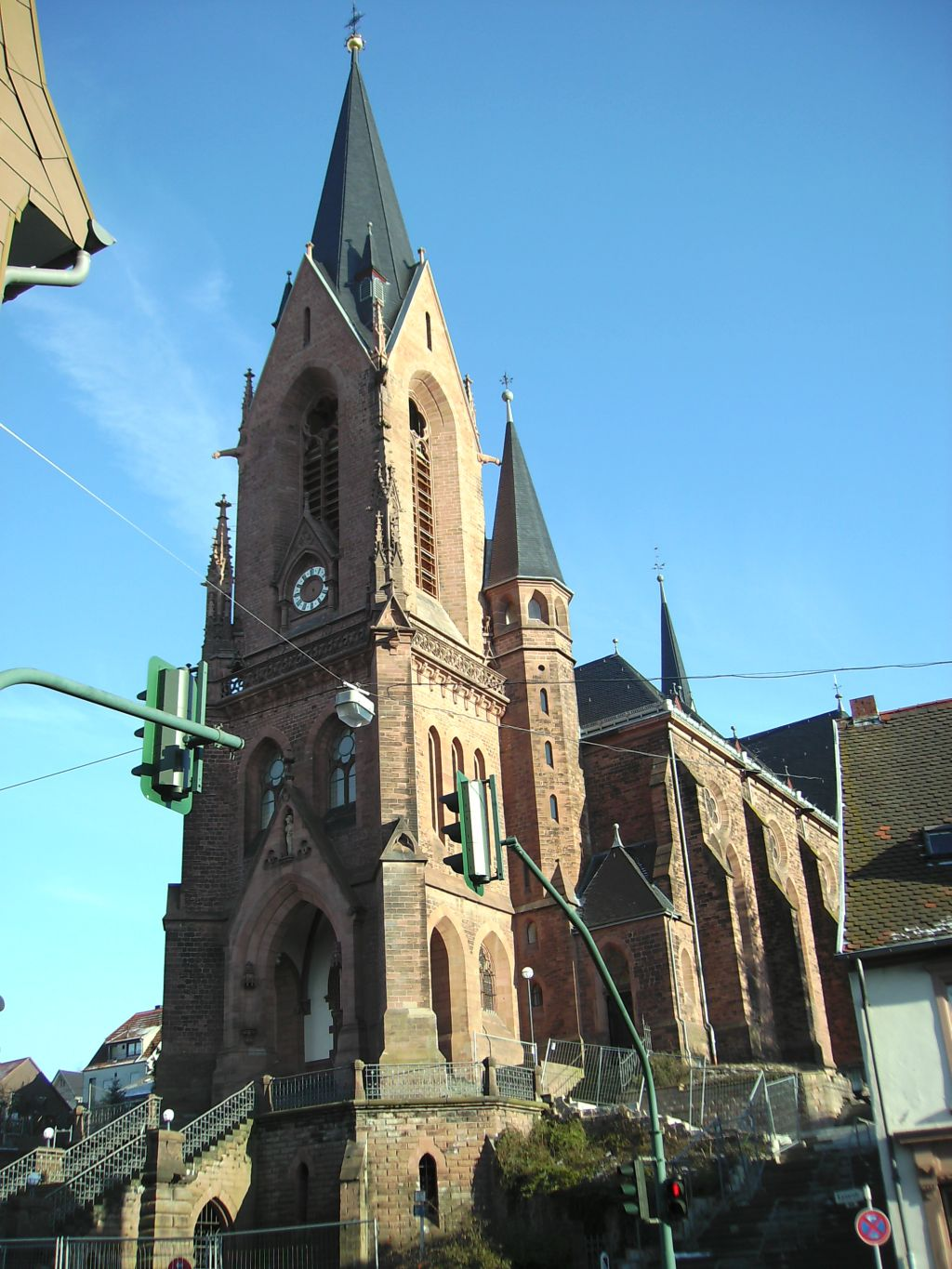
Die Pfarrkirche St. Josef in St. Ingbert

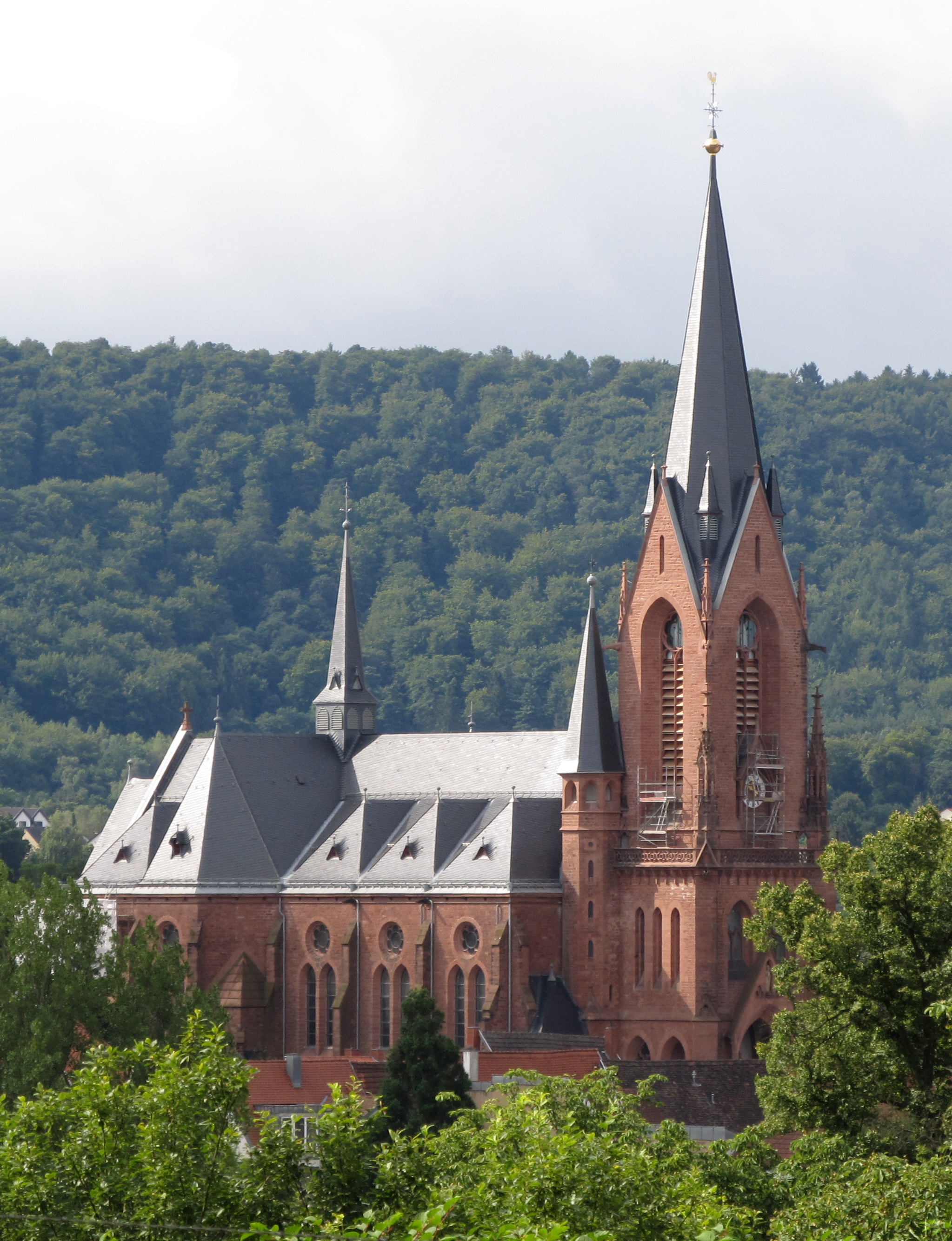
Blick aus nordöstlicher Richtung auf St. Josef

Die Kirche St. Josef ist eine katholische Pfarrkirche in der Stadt St. Ingbert im Saarland, die im neugotischen Stil erbaut wurde. Sie liegt am Hang über der Kaiserstraße und bildet zusammen mit dem Beckerturm eines der wichtigsten Wahrzeichen der Stadt. Zur Kirche gehört das weiter südlich gelegene Pfarrhaus. St. Josef ist die größte Kirche des Bistums Speyer auf saarländischem Gebiet. In der Denkmalliste des Saarlandes ist das Kirchengebäude als Einzeldenkmal aufgeführt.

## Geschichte

### Vorgeschichte
Aufgrund des Bevölkerungswachstums im 19. Jahrhundert in St. Ingbert beschloss man den Bau einer neuen Kirche für die damals einzige Pfarrei in St. Ingbert und gründete 1878 einen Kirchenbauverein. Dabei standen sich zwei Auffassungen gegenüber: Die eine Seite wollte  neben der Engelbertskirche eine weitere, neue Kirche, die andere wollte die Engelbertskirche umbauen oder sogar abreißen, um Platz für einen neuen Kirchenbau zu schaffen. Der damalige Stadtpfarrer Dengel war stets ein strikter Gegner einer zweiten Kirche und der Kirchenbauverein konnte sich anfänglich nur heimlich treffen, um tätig zu sein.
Zunächst war zwischen drei Bauplätzen zu entscheiden: einer hinter der Engelbertskirche, einer „Auf dem Hobels“ und ein dritter auf der vorderen Hobelsahnung an der Kaiserstraße. Für die Finanzierung wandte sich die Kirchenverwaltung im Jahre 1880 in einer Eingabe an die königliche Regierung der Pfalz zur Bewilligung einer Prämienlotterie mit zwei Ziehungen zu Gunsten des Kirchenbauvereins.
Erst am 16. Januar 1882 forderte eine Regierungsentschließung zunächst die Baukostenfeststellung sowie die Vorlage der Detailpläne und des Kostenaufschlages für die neue Kirche. Noch ehe die Bauplatzfrage entschieden war, beauftragte am 13. April 1882 der Ausschuss des Kirchenbauvereins unter Zuziehung der Kirchenverwaltung den Architekten Franz Schöberl aus Speyer mit dem Entwurf eines Planes. Die neue Kirche sollte etwa 3.500 Menschen Platz bieten.
Eine Kommission, der auch Pfarrer Dengel angehörte, plädierte zunächst entschieden für einen Bauplatz hinter der Engelbertskirche, was die königliche Regierung jedoch ablehnte. Wegen der freien, hohen und von drei Seiten zugänglichen Lage, in nächster Nähe der Kaiserstraße entschied man sich nach langen Überlegungen schließlich für den Bauplatz auf der vorderen Hobelsahnung, so dass der Erwerb des Platzes beschlossen wurde.
Der am 21. Juni 1883 eingereichte Plan von Architekt Schöberl wurde von der Regierung aus Kostengründen abgelehnt. Die Summe für den Kirchenbau sollte 350.000 Mark betragen.
Am 1. Oktober 1888 verstarb Pfarrer Dengel. Sein Nachfolger, Pfarrer Jakob Zimmer, setzte sich mit ganzer Kraft für den Kirchenneubau ein. 1889 wurde der Bauplatz gekauft und die Kirchenverwaltung setzte sich mit Architekt Ludwig Becker aus Mainz in Verbindung, der einen neuen Plan entwerfen sollte.
Der Plan Beckers war einfacher und daher auch kostengünstiger als der des Architekten Schöberl und so entschied man sich für den Plan von Becker.
Allerdings kostete der Bauplatz 42.000 Mark, weil zuvor eine Reihe von Wohnhäusern aufgekauft und abgerissen werden musste.

### Grundsteinlegung und Einweihung
Am 28. September 1890 wurde im südwestlichen Eckpfeiler des Chores der Grundstein gelegt. Vorgenommen wurde dies durch Dekan Eugen Huth aus Zweibrücken in Vertretung des Bischofs von Speyer. In den Grundstein eingelegt wurden ein Dokument über die Geschichte des Kirchenbaus in einer verzinnten Blechbüchse, dazu die Grundsteinurkunde, eine Nachbildung des in Rom aufbewahrten Nagels vom Kreuz Christi und geweihte Erde aus Jerusalem aus den Katakomben Roms. Beigefügt wurden außerdem eine Anzahl der gangbaren Münzen sowie eine Nummer der „Saarbrücker Zeitung“ und der „Pfälzer Zeitung“.
Am Ende des zweiten Baujahres, 1891, war der Turm und das gesamte Langhaus bis zur Oberkante des Dachsimses fertiggestellt. Im dritten Baujahr, 1892, war die Kirche im Rohbau fertiggestellt. Auch mit dem Innenausbau war bereits begonnen worden, der bis zum Tag der Einweihung im Wesentlichen abgeschlossen werden konnte.
Zwischenzeitlich kam es allerdings zu einigen Vorfällen. So war das erste Kirchenschiffgebälk schief geraten und das zweite abgebrannt.
Am 13. Mai 1893 konnte die neue Kirche St. Josef schließlich durch den Speyerer Bischof Joseph Georg von Ehrler, eingeweiht werden.
Die Gesamtkosten beliefen sich auf 250.000 Mark.

### Brand der Kirche und Wiederaufbau
Bei einem Großfeuer am 17. Juli 2007 wurde das Gebäude schwer beschädigt. Das Dach des Kirchenschiffes verbrannte vollständig und der Turmhelm stürzte ein. Dem ersten Anschein nach war die gesamte Inneneinrichtung einschließlich Altäre, Orgel, Kanzel, Beichtstühle weitgehend unversehrt geblieben, aber alle fünf alten Glocken der ehemaligen Glockengießerei Otto (welche  heute nicht mehr existiert) waren in der großen Hitze gesprungen. Schweißen war unmöglich, da der Riss der großen Glocke (A°) etwa 1 Meter lang war. Die Brandursache war möglicherweise ein bei Bauarbeiten überlastetes Kabel.
Nach einer großen Anteilnahme und Spendenbereitschaft der Bevölkerung wurde der Sakralbau wieder aufgebaut, nachdem die statische Realisierbarkeit geklärt worden war. Am 28. August 2011 wurden die neuen Glocken geweiht, die renovierte Orgel am 1. November des gleichen Jahres. Am 20. November 2011 wurde die Kirche in einem feierlichen Pontifikalamt wieder in Dienst genommen.

## Baubeschreibung

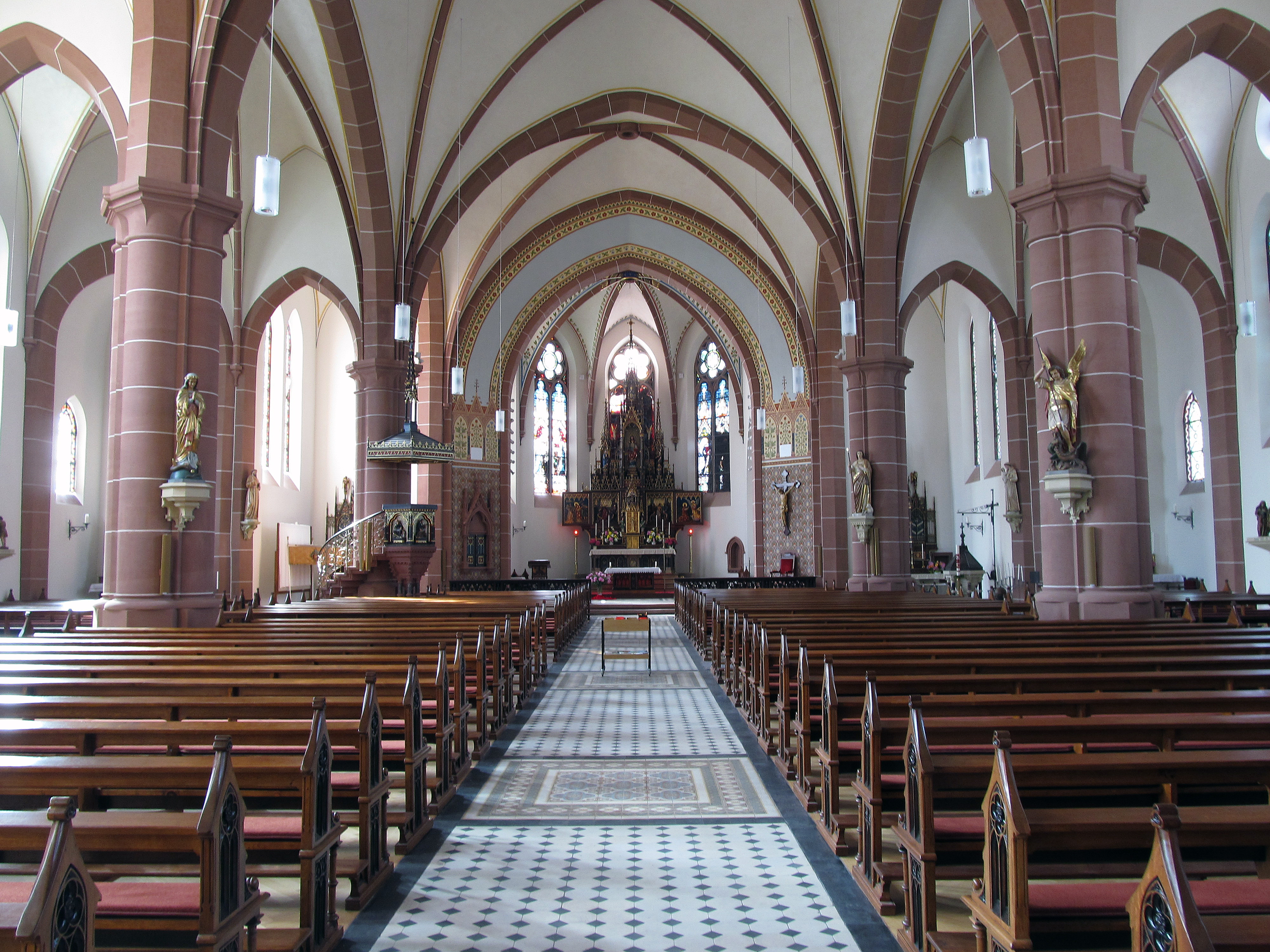
Blick ins Innere von St. Josef

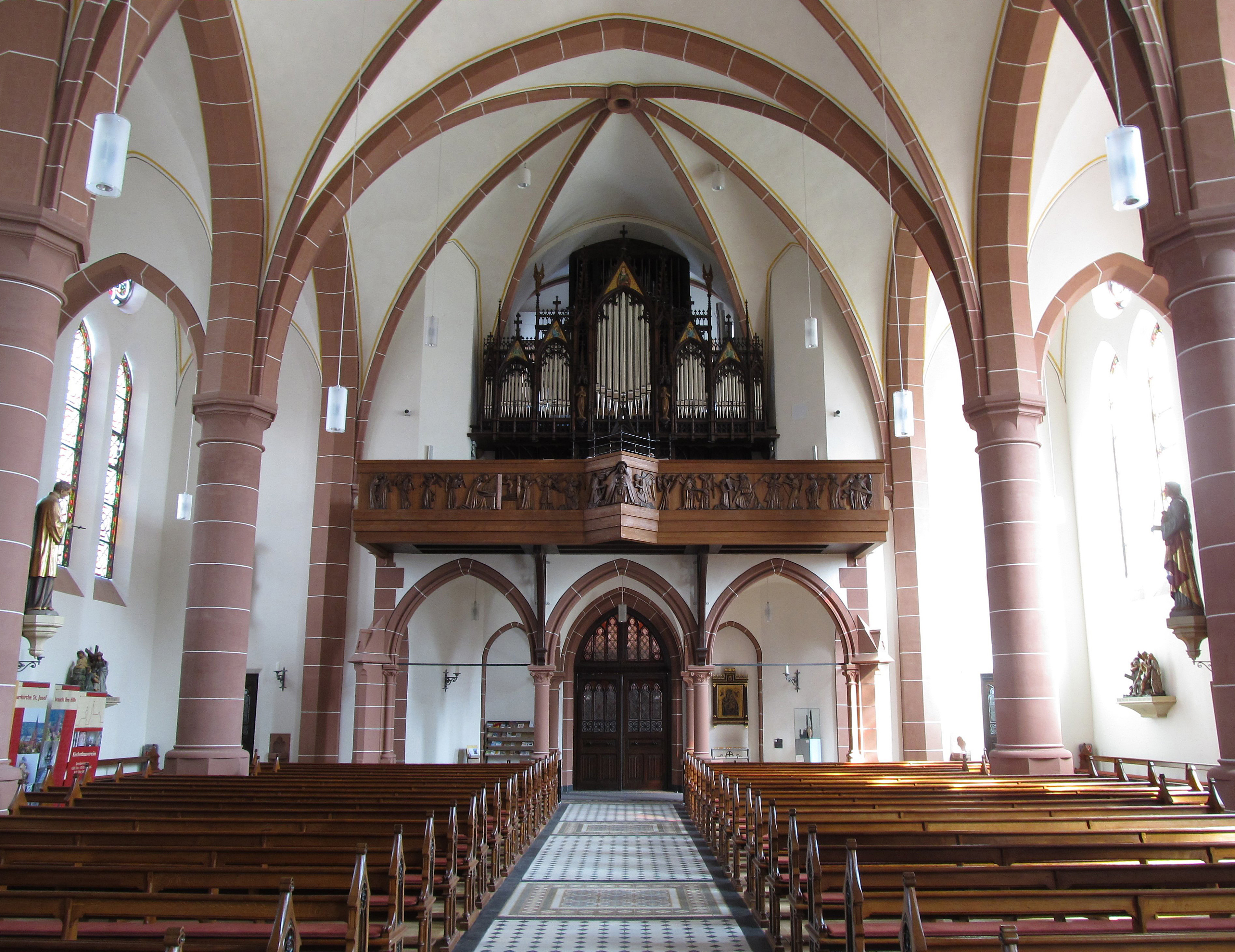
Blick in Richtung Orgelempore

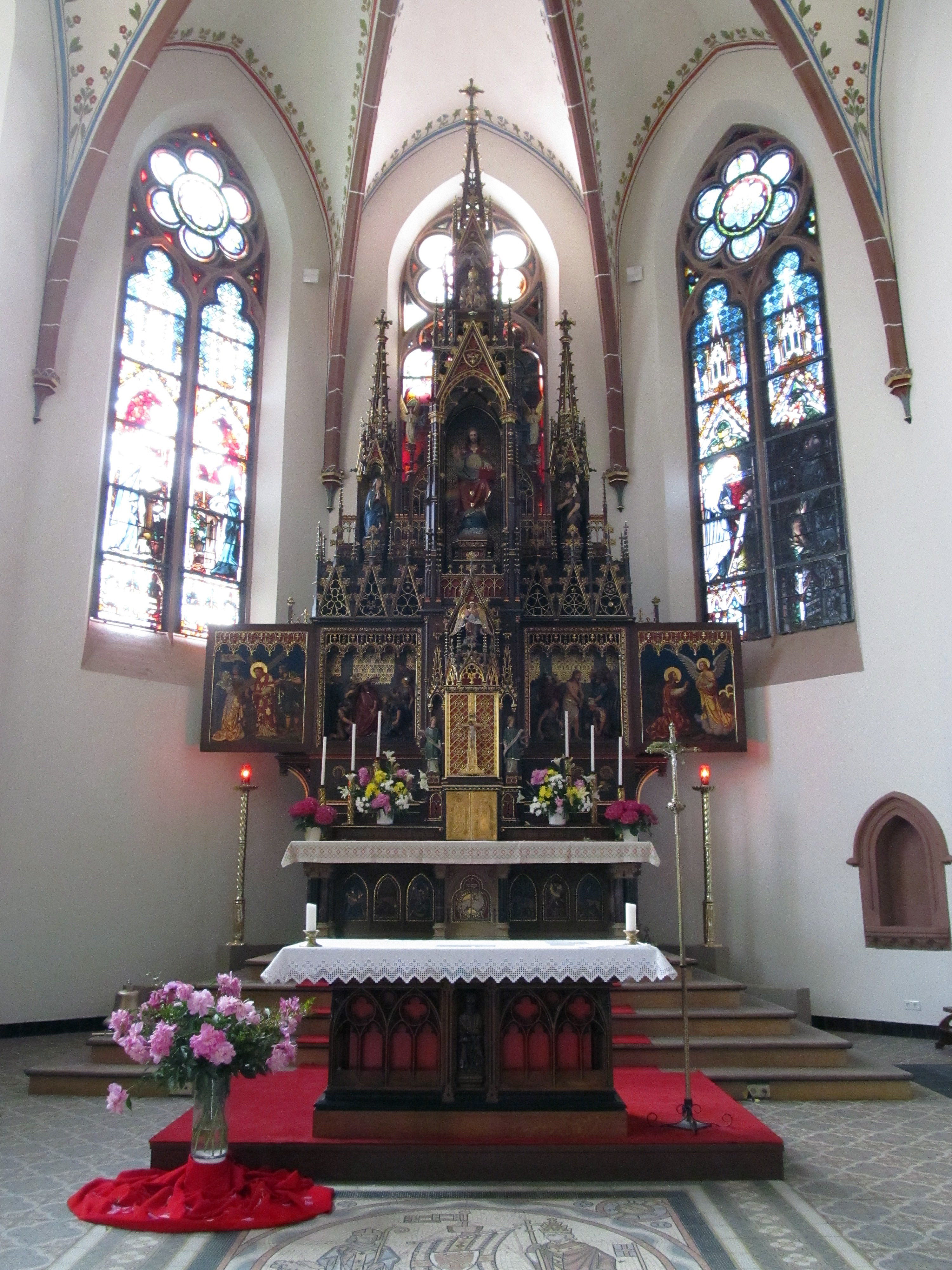
Der Hochaltar von St. Josef

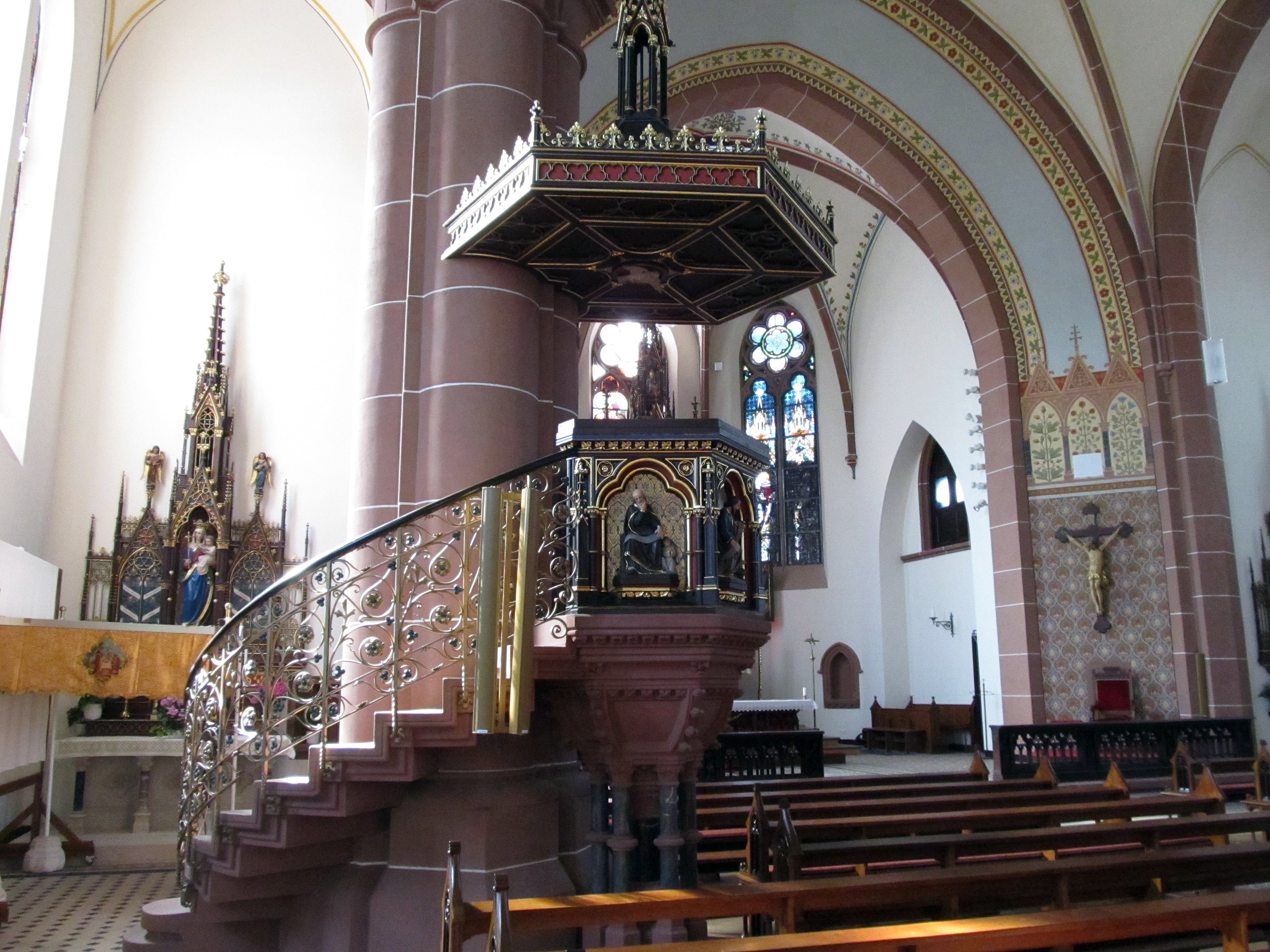
Die Kanzel von St. Josef

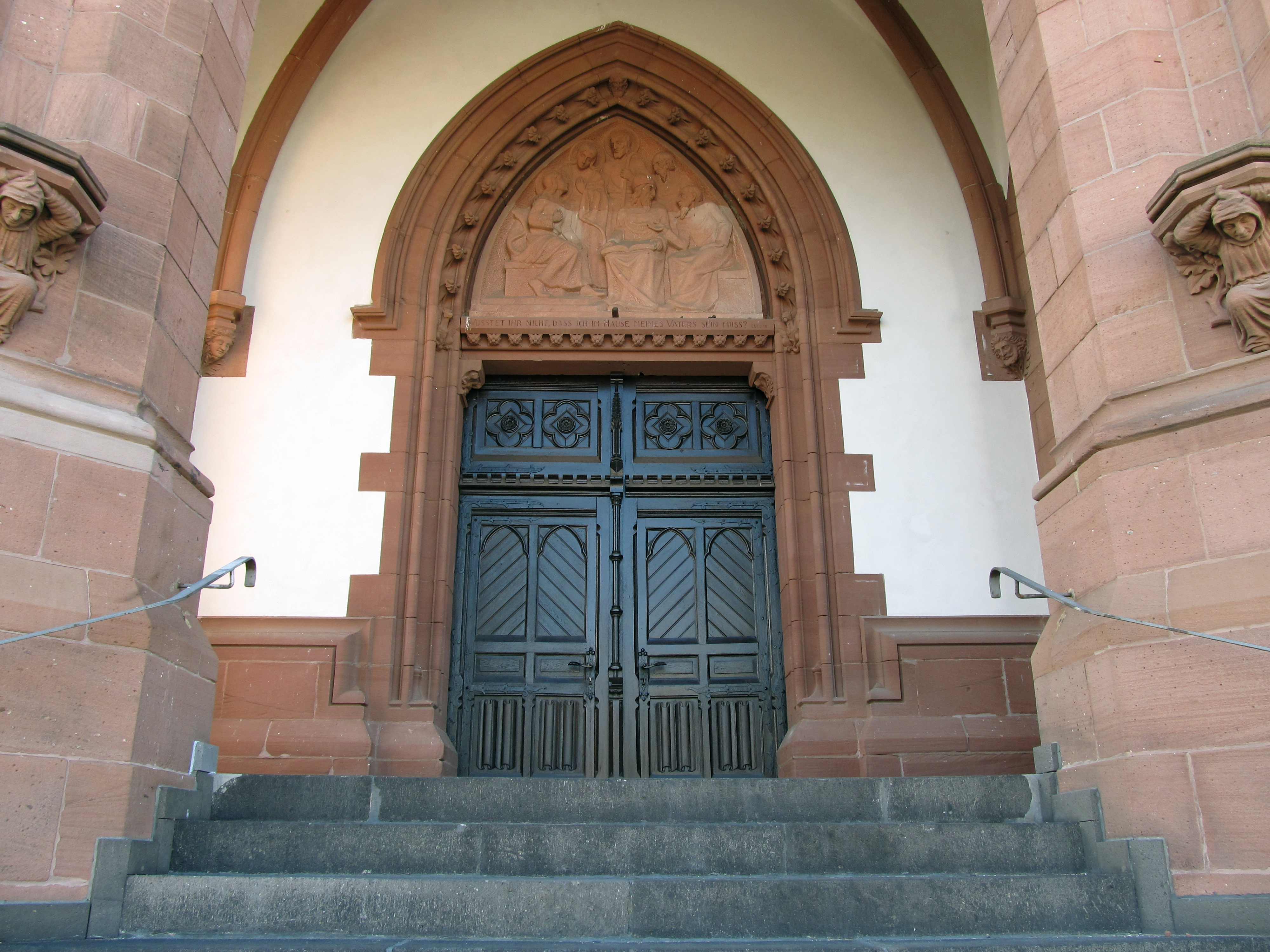
Eingangsportal der Kirche

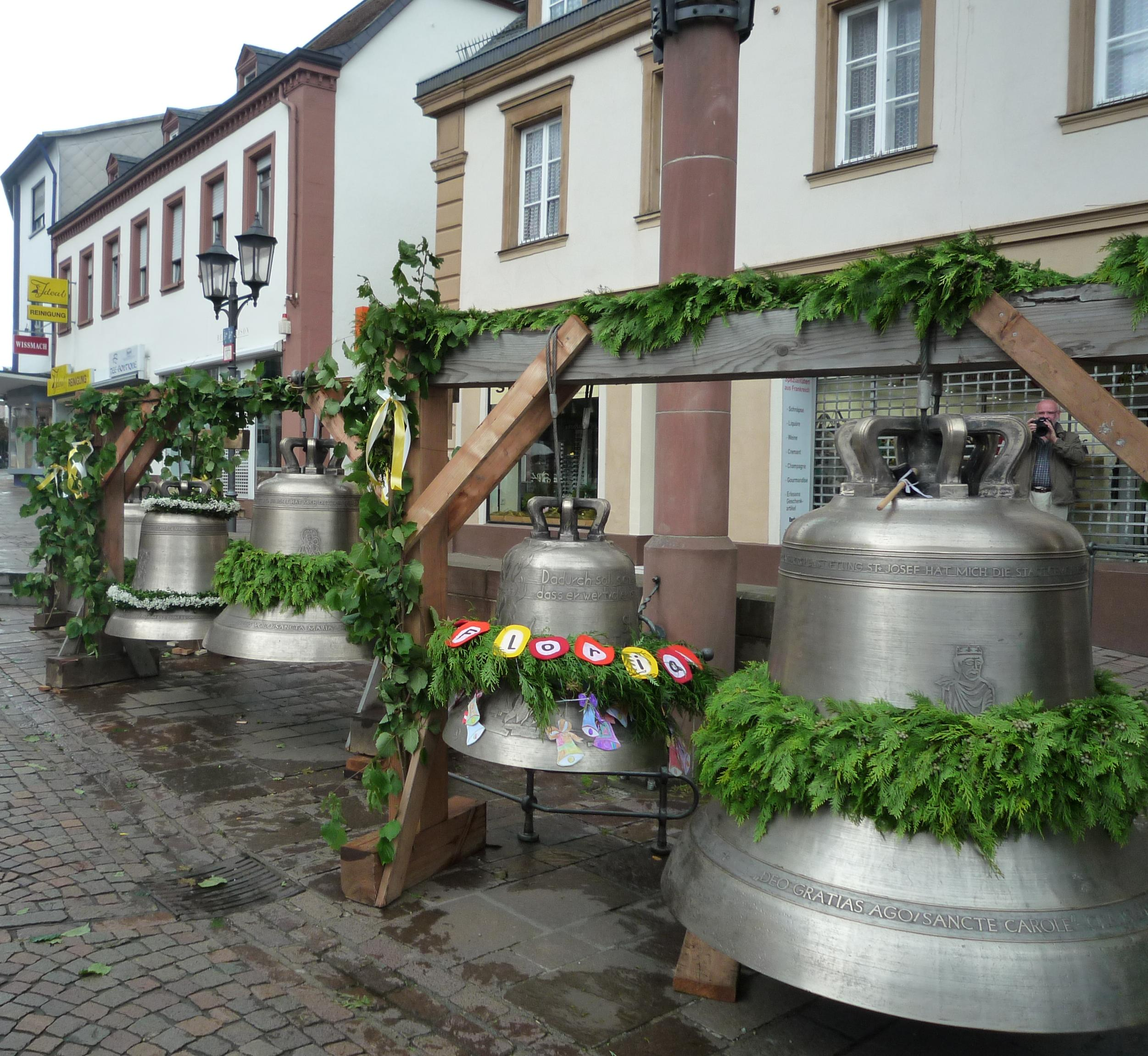
Die neuen Glocken von St. Josef im August 2011

### Ausmaße
Die Josefskirche weist folgende Maße auf:
- Turm: 73 m
- Lichtes Maß im Langhaus: 21 m Breite
- Lichtes Maß im Querhaus: 28,30 m Breite
- Breite des Mittelschiffes: 12,40 m
- Höhe des Kreuzrippengewölbes: 15,50 m
- Höhe des Sterngewölbes in der Vierung: 17 m
- Höhe des Chorgewölbes (Ausrichtung des Chores nach Südost): 12,80 m
- Gesamtinnenlänge der Kirche mit Chor: 50,50 m

Nach der evangelischen St. Johanner Johanneskirche mit 74 m Turmhöhe und nach der Kriegszerstörung des Turmes der Saarbrücker Josefskirche mit ursprünglich 75 m Höhe ist der Turm der St. Ingberter Josefskirche der zweithöchste Kirchturm im Saarland.

### Das Kircheninnere
Der Hochaltar, ein Flügelaltar, ist ein Werk des Bildhauers Stuchtei aus Münster, der auch für den Orgelprospekt und die Kanzel verantwortlich zeichnet. Die Mensa des Hochaltars, bestehend aus weißem Baumberger Kalksandstein, ist aufgebaut auf einem Unterbau von fünf Stufen. In der Mitte der Mensa sieht man eine Darstellung des Lamm Gottes. Links und rechts davon befinden sich Glasmosaikbilder mit Tierdarstellungen. Der Aufbau des Hochaltars zeigt den Tabernakel, darüber ein verschließbares Expositorium, hinter dem sich der hohe mittlere Baldachin des Altars erhebt. In diesem Baldachin sieht man eine figürliche Darstellung Christi als Weltenrichter, darüber thront Gottvater und über diesem der Heilige Geist in der Darstellung der Taube. Der mittlere Baldachin wird flankiert von zwei weiteren Baldachinen. Im linken sehen wir die Mutter Gottes, in dem rechten Johannes den Täufer. Die Reliefs unterhalb der Seitenbaldachine zeigen die Geißelung und die Dornenkrönung Jesu. Sie beziehen sich, ebenso wie die Altarflügelbilder, auf das heilige Messopfer. An den Reliefs sind bemalte Flügel angebracht, die entweder auf- oder zugeschlagen werden können. Die aufgeschlagenen Flügel zeigen Christus am Ölberg und die Kreuztragung Christi, während auf den Rückseiten das Wunder der Brotvermehrung und der Mannaregen in der Wüste zu sehen sind.
Stilistisch passen sich die beiden Seitenaltäre dem Hauptaltar an. Der linke Seitenaltar ist der Marienaltar mit einer Statue der Gottesmutter unter einem Baldachin. Auf dem rechten Seitenaltar, dem Josefsaltar, ist eine Statue des heiligen Josef aufgestellt, ebenfalls unter einem Baldachin. Davor steht der Taufstein.
An den Wänden in den Quer- und Seitenschiffen befinden sich 14 Kreuzwegstationen mit freistehenden holzgeschnitzten Figuren.
Im Vergleich zum übrigen Kirchenraum ist der Chor, an dessen rechter Seite sich der Zugang zur Sakristei befindet, in seiner Breite und Höhe reduziert. Durch einen Spitzbogen ist der Chor von Kirchenraum getrennt.
Die Empore, die 1930 vergrößert wurde, zeigt auf ihrer hölzernen Brüstung Figuren in hellem Lindenholz. Der Orgelprospekt auf der Empore passt sich im Stil der Ausstattung der Kirche an.
Die aus Holz gefertigte Kanzel, die mit einem der Vierungspfeiler direkt verbunden ist, befindet sich auf einem Unterbau aus Sandstein, der auf kleinen grauen Marmorsäulen ruht. Die Brüstung der Kanzel zeigt bemalte Reliefs der vier Evangelisten und ihren Symbolen: Matthäus mit dem geflügelten Menschen, Markus mit dem Löwen, Lukas mit dem Stier und Johannes mit dem Adler. In der Mitte des Schalldeckels der Kanzel sieht man eine Darstellung der Taube, das Symbol des Heiligen Geistes.
Die Kommunionbank zeigt abwechselnd Nischen mit sitzenden Figuren und Maßwerkfeldern und besaß ursprünglich zwei Mitteltüren. Diese Türen wurden bei einer Umgestaltung des Chorraumes 1971 herausgenommen und 1980 zu einem neuen Zelebrationsaltar umgefertigt.

### Das Kirchenäußere
Die Kirche ist im neofrühgotischen Stil erbaut. Sie ist als dreischiffige Hallenkirche mit Querschiff angelegt. Die Haupttreppe mit zwei Podesten, die die Symbole der Evangelisten tragen sollten, führt von der Kaiserstraße in 33 Stufen (die traditionelle Zahl der Lebensjahre Jesu) hinauf zur Plattform, die den Turm umgibt. Von dieser Stelle führen weitere 11 Stufen ins Innere der Kirche. Über dem Eingangsportal befindet sich ein Relief mit der Szene, in der Jesus im Tempel von seinen Eltern wiedergefunden wird. Unter diesem Relief ist ein Bibelzitat in den Stein gemeißelt (Lukas 2,49 ).

### Turm und Glocken
Der Kirchturm steht an der Vorderseite und hat von der Kaiserstraße bis zur Spitze eine Höhe von 73 Metern. In einer Nische des Portalgiebels an der vorderen Turmfront befindet sich die Statue des Kirchenpatrons, des heiligen Josef, die ihn als Zimmermann darstellt. Die Seitennischen, die die Figuren der Apostelfürsten aufnehmen sollten, blieben zunächst leer. Am 19. August 2012 wurden schließlich Figuren der heiligen Barbara und des heiligen Ingobertus in den Nischen aufgestellt.
Der äußere Bogen über dem Portal der offenen Vorhalle im untersten Turmabschnitt zeigt in seinem Schlussstein die segnende Hand Gottes. In der Vorhalle ist im Schlussstein des Gewölbes ein Engel dargestellt, der die Wappen des Bistums Speyer und der Stadt St. Ingbert beschützt.
Nach dem Zweiten Weltkrieg goss die Saarlouiser Glockengießerei in Saarlouis-Fraulautern, die von Karl (III) Otto von der Glockengießerei Otto in Bremen-Hemelingen und dem Saarländer Aloys Riewer 1953 gegründet worden war, im Jahr 1954 für fünf St. Ingberter Kirchen, darunter die St.-Josef-Kirche, Bronzeglocken. Die St.-Josef-Kirche erhielt fünf Glocken mit der Schlagtonreihe: a0 – cis′ – e′ – fis′ – a′. Die Durchmesser der Glocken waren: 1840 mm, 1470 mm, 1228 mm, 1098 mm, 940 mm. Sie wogen: 3850 kg, 1946 kg, 1126 kg, 792 kg, 550 kg. Sie hatten dieselben Töne wie die fünf großen Glocken des neuen Geläuts, welches nach dem Brand angeschafft wurde. Im wieder aufgebauten Turm befinden sich seit 2011 sieben neue Glocken, die nach dem Brand  von der Glockengießerei Bachert im Jahre 2007 gegossen wurden. Die große Glocke goss Meister Albert Bachert am 11. März 2011 und die restlichen sechs Glocken am 8. Juli 2011 in schweren Rippen. Das volle Geläut erklingt vor Gottesdiensten an Hochfesten und  an jedem Sonnabend um 18 Uhr zum Einläuten des Sonntags gemeinsam mit allen Innenstadtglocken.
| Nr. | Name         | Schlagton | Masse (kg) | Durchmesser (mm) | Inschrift |
| 1   | St. Theodor  | A0        | 4.413      | 1.910            | Deum laudo Sancte Theodore – ora pro nobis                                                                                          |
| 2   | St. Carolus  | cis1      | 2.189      | 1.515            | Deo gratias ago Sancte Carole – ora pro nobis.                                                                                      |
| 3   | St. Maria    | e1        | 1.252      | 1.252            | Vivos voco Sancta Maria – ora pro nobis.                                                                                            |
| 4   | St. Josef    | fis1      | 908        | 1.127            | Fac nos innocuam, Josef, ducerrere vitam sitque tuo semper tute patrocinio.                                                         |
| 5   | Schutzengel  | a1        | 672        | 976              | Sinite partulos, et nolite eos prohibere ad me venire: talim est enim regnum caelorum.                                              |
| 6   | St. Florian  | h1        | 460        | 872              | Dadurch soll sich euer Glaube bewähren, und es wird sich zeigen, dass er wertvoller ist als Gold, das im Feuer geprüft wurde.       |
| 7   | St. Ingobert | d2        | 305        | 739              | St. Ingobert von Gott gesandt; kamst du zu uns aus fernem Land. Der guten Botschaft Heil und Macht, hast unsern Vätern du gebracht. |

## Orgeln

### Hauptorgel

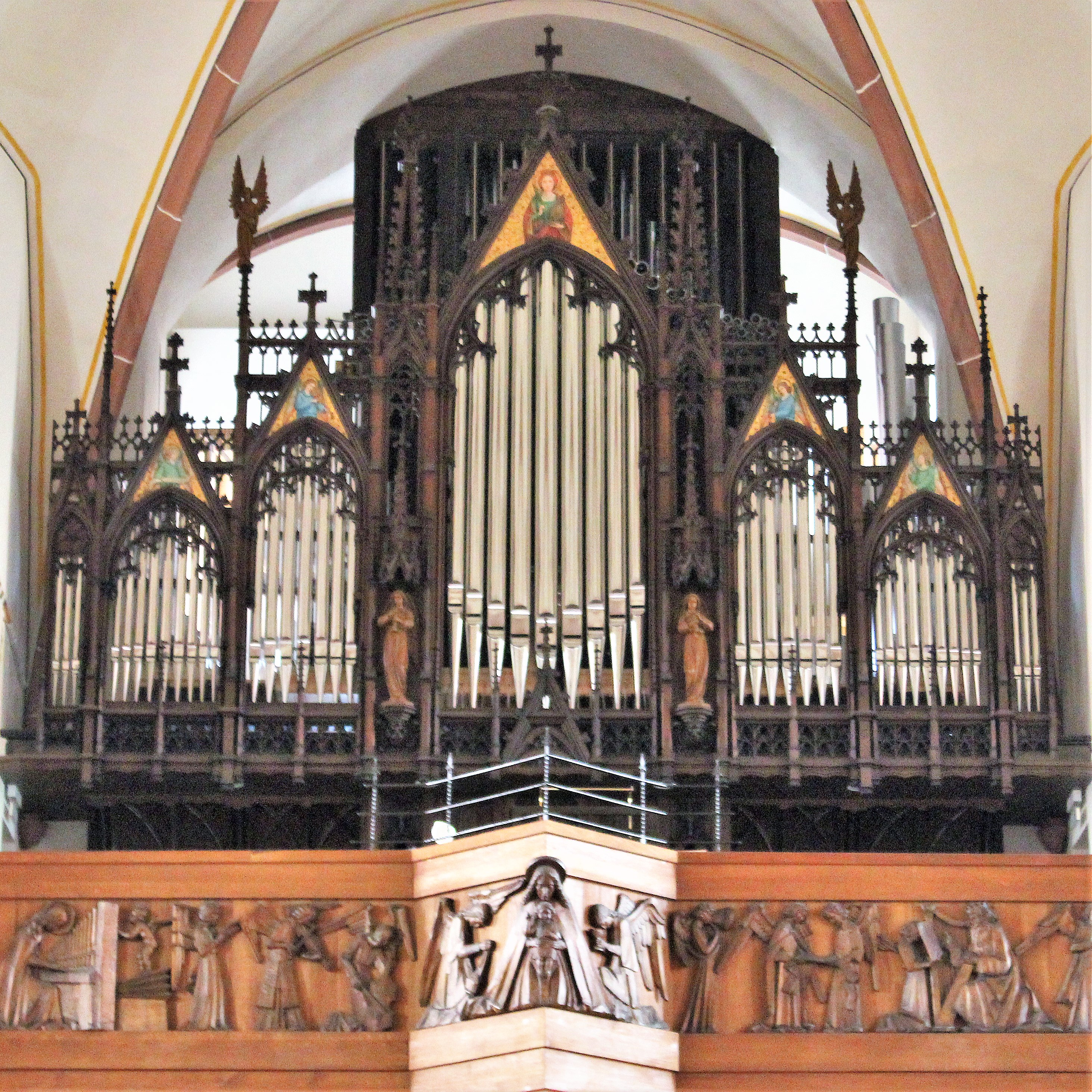
Orgelprospekt

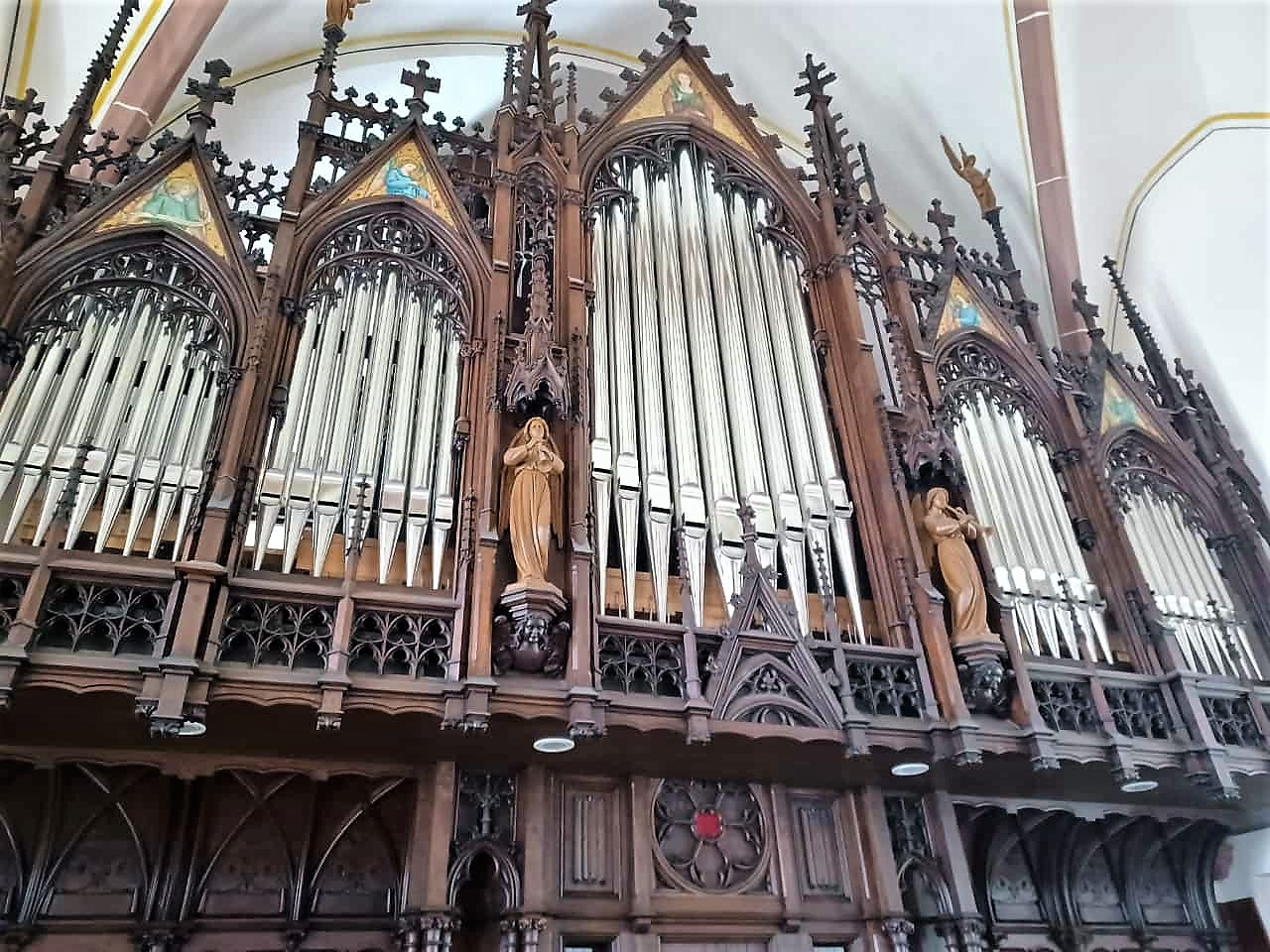

Ihre erste Orgel erhielt St. Josef im Jahr 1894 zum Preis von 14.220 Mark zuzüglich 3.740 Mark für das Gehäuse. Das zweimanualige Instrument mit 35 Registern wurde von der Orgel-Fabrik H. Voit & Söhne in Durlach (Opus 600) als typisch spätromantisches Werk erbaut. Es besaß Kegelladen mit pneumatischer Traktur in den Manualen und mechanischer Traktur im Pedal. Die Abnahme des Orgelexperten Julius Orth aus Speyer erfolgte am 15. Juni 1894. Dieses Instrument dürfte ein entscheidender Magnet für Ludwig Boslet gewesen sein, hier 1899 die Stelle als Organist anzutreten. Die Orgel besaß folgende Disposition:
| 1. Manual C–g3 |            |        |
| 1.             | Principal  | 16′    |
| 2.             | Principal  | 8′     |
| 3.             | Gemshorn   | 8′     |
| 4.             | Quintaden  | 8′     |
| 5.             | Gamba      | 8′     |
| 6.             | Flöte      | 8′     |
| 7.             | Dolce      | 8′     |
| 8.             | Bourdon    | 8′     |
| 9.             | Quintflöte | 5 1⁄3′ |
| 10.            | Oktave     | 4′     |
| 11.            | Fugara     | 4′     |
| 12.            | Hohlflöte  | 4′     |
| 13.            | Oktave     | 2′     |
| 14.            | Mixtur IV  | 2 ⁄3′  |
| 15.            | Trompete   | 8′     |
| 16.            | Clairon    | 4′     |

| 2. Manual C–g3 |               |     |
| 17.            | Bourdon       | 16′ |
| 18.            | Prinzipal     | 8′  |
| 19.            | Gedeckt       | 8′  |
| 20.            | Salicional    | 8′  |
| 21.            | Aeoline       | 8′  |
| 22.            | Vox coelestis | 8′  |
| 23.            | Prästant      | 4′  |
| 24.            | Soloflöte     | 4′  |
| 25.            | Gemshorn      | 4′  |
| 26.            | Piccolo       | 2′  |
| 27.            | Cornett III-V | 8′  |

| Pedal C–f1 |              |         |
| 28.        | Principalbaß | 16′     |
| 29.        | Violonbaß    | 16′     |
| 30.        | Subbaß       | 16′     |
| 31.        | Quintbaß     | 10 2⁄3′ |
| 32.        | Octavbaß     | 8′      |
| 33.        | Cellobaß     | 8′      |
| 34.        | Flötenbaß    | 8′      |
| 35.        | Bombardon    | 16′     |

- Koppeln und Spielhilfen: II/I, I/P, II/P, 4 feste Kombinationen (Piano, Forte, Fortissimo, Tutti), 4 Auslösungen (I, II, Ped. Zu)

Bereits 1902 wurde das Instrument von Voit umgebaut. Dabei wurden auf Wunsch Boslets ein Schwellkasten für das zweite Manual, Oktavkoppeln und eine freie Kombination eingebaut und die Pedaltraktur pneumatisiert. Boslets fünfte Orgelsonate (Opus 30), die 1908 in St. Ingbert entstand, dürfte unter dem Klangeindruck dieser Orgel gestanden haben.
Rund 40 Jahre nach dem Bau der Orgel wuchs die Unzufriedenheit mit dem Instrument. Es traten häufig Störungen auf, und das Klangbild entsprach nicht mehr dem Geschmack der Zeit, sodass es 1933 zum Umbau und zur Erweiterung durch die Firma Späth (Mengen-Ennetach) kam und die Traktur elektrifiziert wurde. Viele Teile der „Voit-Orgel“ (ganze Register, Windladen, Prospekt) wurden übernommen.
Um den Klang aufzuhellen (zum Beispiel durch höher liegende Mixturen), erfolgte 1964 ein Umbau durch Späth. Die Firma Hugo Mayer (Heusweiler) fertigte 1988 neue tiefliegende Mixturen an, um dem ursprünglichen Klangbild des Instrumentes gerechter zu werden. 1994 erfolgten weitere Rückführungen durch Hugo Mayer.
2006 wurde die Elektrik durch Hugo Mayer wurde  überarbeitet und im Spieltisch eine Setzeranlage eingebaut. Bei dem Brand 2007 blieb die Orgel weitgehend ohne Schaden, wurde aber von Mayer abgebaut, um sie vor einem möglichen Deckeneinsturz in Sicherheit zu bringen. Beim Wiederaufbau 2011 wurde die  Disposition von 1933 um zwei Register erweitert (Viola di Gamba 8′ und Tuba 8′). Sie zeigt die typischen Züge der sogenannten Orgelbewegung; in den Grundstimmen blieb zum Teil eine spätromantische Klangcharakteristik erhalten. Das Instrument verfügt über 54 Register zuzüglich 7 Transmissionen und Extensionen auf drei Manualen und elektropneumatischer Traktur:
| I Hauptwerk C–g3 |                 |     |
| 1.               | Principal       | 16′ |
| 2.               | Weitprincipal   | 8′  |
| 3.               | Geigenprincipal | 8′  |
| 4.               | Viola di Gamba  | 8′  |
| 5.               | Flöte           | 8′  |
| 6.               | Gemshorn        | 8′  |
| 7.               | Oktav           | 4′  |
| 8.               | Hohlflöte       | 4′  |
| 9.               | Oktav           | 2′  |
| 10.              | Rauschquint II  |     |
| 11.              | Mixtur IV       |     |
| 12.              | Cymbel IV       |     |
| 13.              | Cornett IV      |     |
| 14.              | Horn            | 8′  |
| 15.              | Clarine         | 4′  |

| II Schwellwerk C–g3 |                    |     |
| 16.                 | Bordun             | 16′ |
| 17.                 | Konzertflöte       | 8′  |
| 18.                 | Gedeckt            | 8′  |
| 19.                 | Weidenpfeife       | 8′  |
| 20.                 | Aeoline            | 8′  |
| 21.                 | Schwebung          | 8′  |
| 22.                 | Prinzipal          | 4′  |
| 23.                 | Spitzflöte         | 4′  |
| 24.                 | Piccolo            | 2′  |
| 25.                 | Sesquialter II     |     |
| 26.                 | Großmixtur IV      |     |
| 27.                 | Liebliche Trompete | 16′ |
| 28.                 | Trompete           | 8′  |
| 29.                 | Oboe               | 8′  |
|                     | Tremolo            |     |

| III Oberwerk C–g3 |                  |        |
| 30.               | Hornprinzipal    | 8′     |
| 31.               | Rohrgedeckt      | 8′     |
| 32.               | Quintatön        | 8′     |
| 33.               | Dulciana         | 8′     |
| 34.               | Kupferprinzipal  | 4′     |
| 35.               | Nachthorn        | 4′     |
| 36.               | Gemsquinte       | 2 ⁄3′  |
| 37.               | Blockflöte       | 2′     |
| 38.               | Terz             | 1 3⁄5′ |
| 39.               | Sifflöte         | 1′     |
| 40.               | Scharff IV       |        |
| 41.               | Dulcian          | 16′    |
| 42.               | Krummhorn        | 8′     |
| 43.               | Schalmey         | 4′     |
|                   | Tremolo          |        |
|                   | Auxiliarregister |        |
| 44.               | Tuba             | 8′     |
|                   | Glockenspiel     |        |

| Pedal C–f1 |                 |         |
| 45.        | Principalbaß    | 16′     |
| 46.        | Violonbaß       | 16′     |
| 47.        | Subbaß          | 16′     |
|            | Zartbaß         | 16′     |
| 48.        | Quintbaß        | 10 2⁄3′ |
| 49.        | Octavbaß        | 8′      |
| 50.        | Flötenbaß       | 8′      |
| 51.        | Choralbaß       | 4′      |
| 52.        | Portunal        | 2′      |
| 53.        | Pedalmixtur IV  |         |
|            | Bombarde        | 32′     |
| 54.        | Posaune         | 16′     |
|            | Dulcianbaß      | 16′     |
|            | Trompete        | 8′      |
|            | Krummhorn       | 8′      |
|            | Clairon         | 4′      |
|            | Singend Cornett | 2′      |

- Koppeln:
  - Normalkoppeln: II/I, III/I, III/II, I/P, II/P, III/P
  - Suboktavkoppeln: II/I, III/I
  - Superoktavkoppeln: II/I, III/I
- Spielhilfen: elektronische Setzeranlage, zwei freie Kombinationen, Tutti, Crescendo, Crescendo ab

Anmerkungen
1. ↑  Tuba und Glockenspiel sind ohne eigene Klaviatur und verfügen über je 4 Koppelschalter: I, II, III, P.
2. ↑  Windabschwächung des Subbaß 16′
3. 1 2 3 4  Oktavauszug aus Posaune 16′
4. 1 2  Transmission aus dem Positiv

### Chororgel
Der Kirchenchor „Chorklang Cäcilia“ hatte sich dazu entschieden, die Gottesdienste im Chorraum zu gestalten, da die Entfernung zwischen Gemeinde und Empore zu groß ist. Ein in der Kirche befindliches Klavier war jedoch lediglich eine Notlösung und nach längerem Suchen wurde eine gebrauchte, aber quasi neuwertige Orgel der Firma Heissler (Markelsheim) gefunden und mit Hilfe von Spenden angeschafft. Die Chororgel wurde am 3. September 2023 mit einer Orgelvesper offiziell geweiht.

## Organisten
Wegen ihrer besonderen Stellung als Hauptkirche waren an St. Josef bedeutende Organisten angestellt:
- Franz Woll (1859–1899)
- Ludwig Boslet (1899–1909)
- Franz Müller (1909–1918)
- Alois Maria Müller (1920–1961), der durch seine Kompositionen im ganzen deutschsprachigen Raum bekannt wurde
- Willi Pressmann (1961–1991), anerkannter Orgelimprovisator
- Markus Schaubel (1996–2014), heutiger Regionalkantor und Leiter der Fachstelle Kirchenmusik im Bistum Trier (Standort: Saarlouis)
- Christian von Blohn (seit 2015)